# یواس‌اس کرلو (ای‌ام‌اس-۸)
یواس‌اس کرلو (ای‌ام‌اس-۸) (به انگلیسی: USS Curlew (AMS-8)) یک کشتی است که طول آن ۱۳۶ فوت (۴۱ متر) می‌باشد. این کشتی در سال ۱۹۴۲ ساخته شد.